# Erysipelotrichaceae
Erysipelotrichaceae je čeleď grampozitivních bakterií ze třídy Erysipelotrichia. Zástupci se často vyskytují ve střevní mikroflóře nebo způsobují onemocnění kůže zvané Erysipel (bakterie Erysipelothrix rhusiopathiae).

## Rody
- Absiella
- Allobaculum
- Bulleidia
- Breznakia
- Catenibacterium
- Catenisphaera
- Candidatus Stoquefichus
- Coprobacillus
- Dielma
- Dubosiella
- Eggerthia
- Erysipelothrix]
- Faecalibaculum
- Faecalibacillus
- Faecalitalea
- Holdemania
- Ileibacterium
- Kandleria
- Longicatena
- Longicella
- Merdibacter
- Solobacterium
- Turicibacter